# Dipartimento di Tarija
Tarija è un dipartimento della Bolivia che ha come capoluogo Tarija.

## Province
Il dipartimento di Tarija è suddiviso in 6 province:
| Provincia         | Capoluogo         | km²    | Abitanti |
| ----------------- | ----------------- | ------ | -------- |
| Aniceto Arce      | Padcaya           | 5.205  | 56.413   |
| Burdet O'Connor   | Entre Ríos        | 5.309  | 20.148   |
| Cercado           | Tarija            | 2.078  | 178.926  |
| Eustaquio Méndez  | Villa San Lorenzo | 4.861  | 33.081   |
| Gran Chaco        | Yacuíba           | 17.428 | 143.549  |
| José María Avilés | Uriondo           | 2.742  | 18.159   |